# Yardley Hastings
Yardley Hastings – wieś w Anglii, w hrabstwie Northamptonshire, w dystrykcie (unitary authority) West Northamptonshire. Leży 12 km na wschód od miasta Northampton i 88 km na północny zachód od Londynu. W 2007 miejscowość liczyła 814 mieszkańców.